# Fabrizio de Simone
Fabrizio de Simone (ur. 30 marca 1971 w Rzymie) – włoski kierowca wyścigowy.

## Kariera
de Simone rozpoczął karierę w wyścigach samochodowych w 1991 roku od startów we  Włoskiej Formule 3, gdzie raz stanął na podium. Dwa lata później w tej samej serii był już czwarty. Z dorobkiem dziewięciu punktów uplasował się na dwunastej pozycji w klasyfikacji generalnej. W tym samym roku wystartował także w Grand Prix Monako Formuły 3. W późniejszych latach pojawiał się także w stawce Masters of Formula 3, Formuły 3000, Italian Super Touring Car Championship, European Super Touring Cup, 24-godzinnego wyścigu Le Mans, FIA GT Championship, American Le Mans Series oraz Le Mans Series.
W Formule 3000 Włoch startował w latach 1994-1995. W pierwszym sezonie startów w ciągu ośmiu wyścigów, w których wystartował, raz stanął na podium. Z dorobkiem siedmiu punktów uplasował się na ósmej pozycji klasyfikacji generalnej. Rok później de Simone zdobył dwa punkty. Został sklasyfikowany na czternastym miejscu w końcowej klasyfikacji kierowców.
W sezonie 1996 Włoch pełnił rolę kierowcy testowego ekipy Jordan w Formule 1.